# Municipio de Antelope (condado de Franklin)
El municipio de Antelope (en inglés: Antelope Township) es un municipio ubicado en el condado de Franklin en el estado estadounidense de Nebraska. En el año 2010 tenía una población de 218 habitantes y una densidad poblacional de 2,35 personas por km².

## Geografía
El municipio de Antelope se encuentra ubicado en las coordenadas 40°18′25″N 98°53′46″O / 40.30694, -98.89611. Según la Oficina del Censo de los Estados Unidos, el municipio tiene una superficie total de 92.87 km², de la cual 92,87 km² corresponden a tierra firme y (0 %) 0 km² es agua.

## Demografía
Según el censo de 2010, había 218 personas residiendo en el municipio de Antelope. La densidad de población era de 2,35 hab./km². De los 218 habitantes, el municipio de Antelope estaba compuesto por el 99,08 % blancos, el 0,46 % eran de otras razas y el 0,46 % eran de una mezcla de razas. Del total de la población el 0,92 % eran hispanos o latinos de cualquier raza.